# تماثيل عمود الفرات السوري
تماثيل عمود الفرات السوري (EU_SPF's) هي تماثيل طينية مجسمة يعود تاريخها إلى أواخر العصر الحديدي (منتصف القرن السابع إلى الثامن قبل الميلاد) إنتاج منطقة الفرات الأوسط. هذه التماثيل هي جزء من إنتاج أكبر من البلاستيك الجبري يتكون أساسًا من تماثيل صغيرة للفرسان السوريين وهي مصنوعة يدويًا في نهر الفرات.

## أسماء أخرى في الأدب
اقترحت التسميات الفعلية المعتمدة لهذه الفئة من التماثيل مؤخرًا في بحث دكتوراه. يشير الاسم الحالي إلى الأصل الجغرافي وشكل أجسام التماثيل، وهي مجوفة وأنبوبية وأحيانًا محززة مرتين عند القاعدة. ومع ذلك، يمكن للمرء أن يجد ظهورهم في الأدب بمسميات مختلفة:
- تماثيل قائمة بذاتها مصنوعة يدويًا من الطين المخبوز أو الطين السوري– قائمة بذاتها مصنوعة يدويًا[2]
- نورديريش فييلرفيجورينن (NPF)[3]
- التماثيل الدائمة أو العمودية[4]

## الخصائص التقنية

### النمذجة

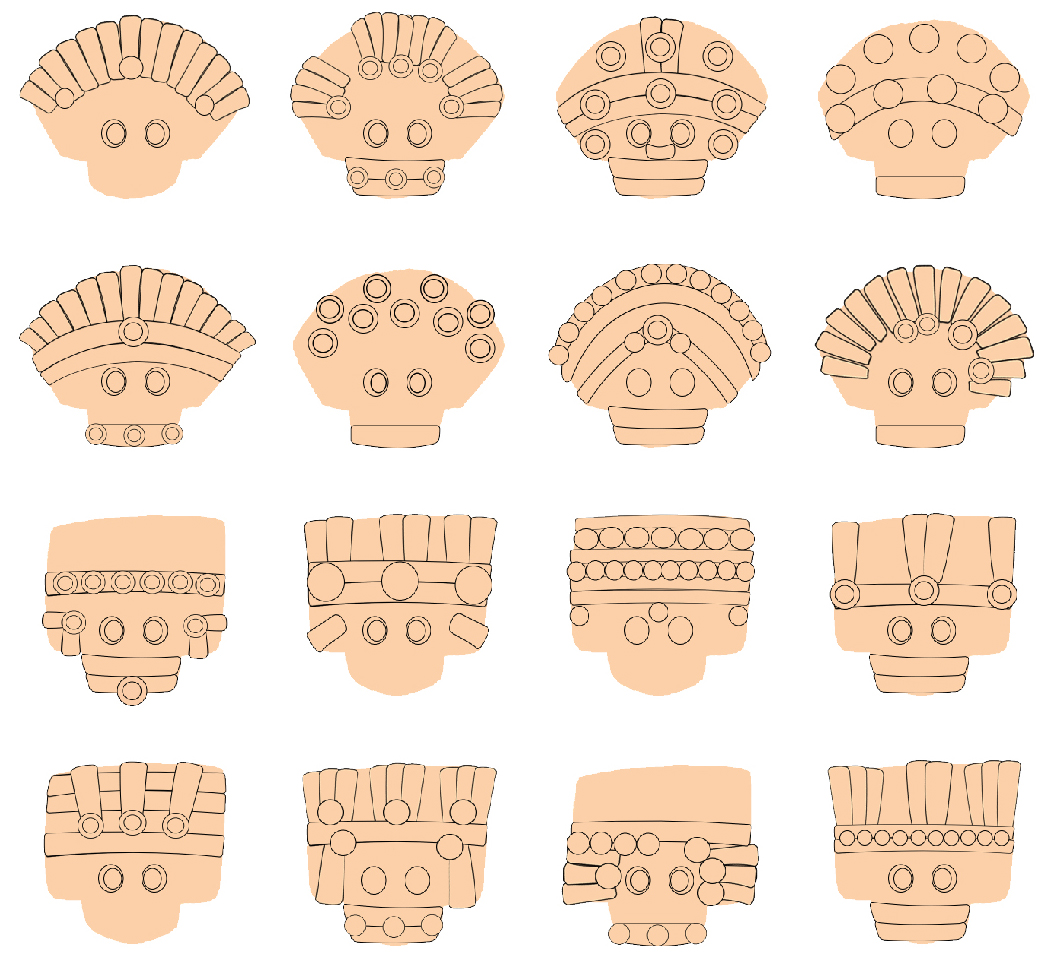
زخارف أغطية الرأس في الاتحاد الأوروبي SPF. الرسم ب.بولونياني.

التماثيل الطينية مصنوعة يدويًا بالكامل وهي قائمة بذاتها، في الواقع، يأتي اسم EU SPF من أجسامها الأنبوبية النموذجية. شكل الجسم مقعر عند القاعدة ليسمح لهم بالوقوف، ويمكن تجسيد القدمين من خلال قطعة مركزية بارزة من الطين في منتصف الجزء الأمامي. تم حملهم عادةً بيد واحدة والأخرى مشغولة بتفاصيل النمذجة. كان هذا ما يسمى بتقنية "الرجل الثلجي"، والتي تسمح بعمل التماثيل في مساحة ثلاثية الأبعاد. شكل الجسم من جميع الجوانب، مع تفضيل الجزء السفلي من جسم التمثال كقاعدة للدعم. وعلى عكس التماثيل المصنوعة بالقوالب، يمكن رؤية هذه التماثيل من جميع الجوانب، على الرغم من أن الجزء الأمامي هو المنظر المفضل. يمكن تقدير هذه الخاصية من خلال ملاحظة بعض أغطية الرأس، حيث يتم تقديمها بشكل جيد في الجانب الأمامي، بينما لا يتم إعطاء الجزء الخلفي اهتمامًا خاصًا. من بين أدوات النمذجة، باستثناء الأصابع، يجب أن نذكر عصا خشبية مدببة لتوصيف السمات التشريحية، وخاصة الأصابع، ولكن أيضًا زخارف معينة. ومن الأدوات الأخرى التي نادرًا ما تستخدم أنماط الأزهار والأمشاط.

### الزخارف والألوان

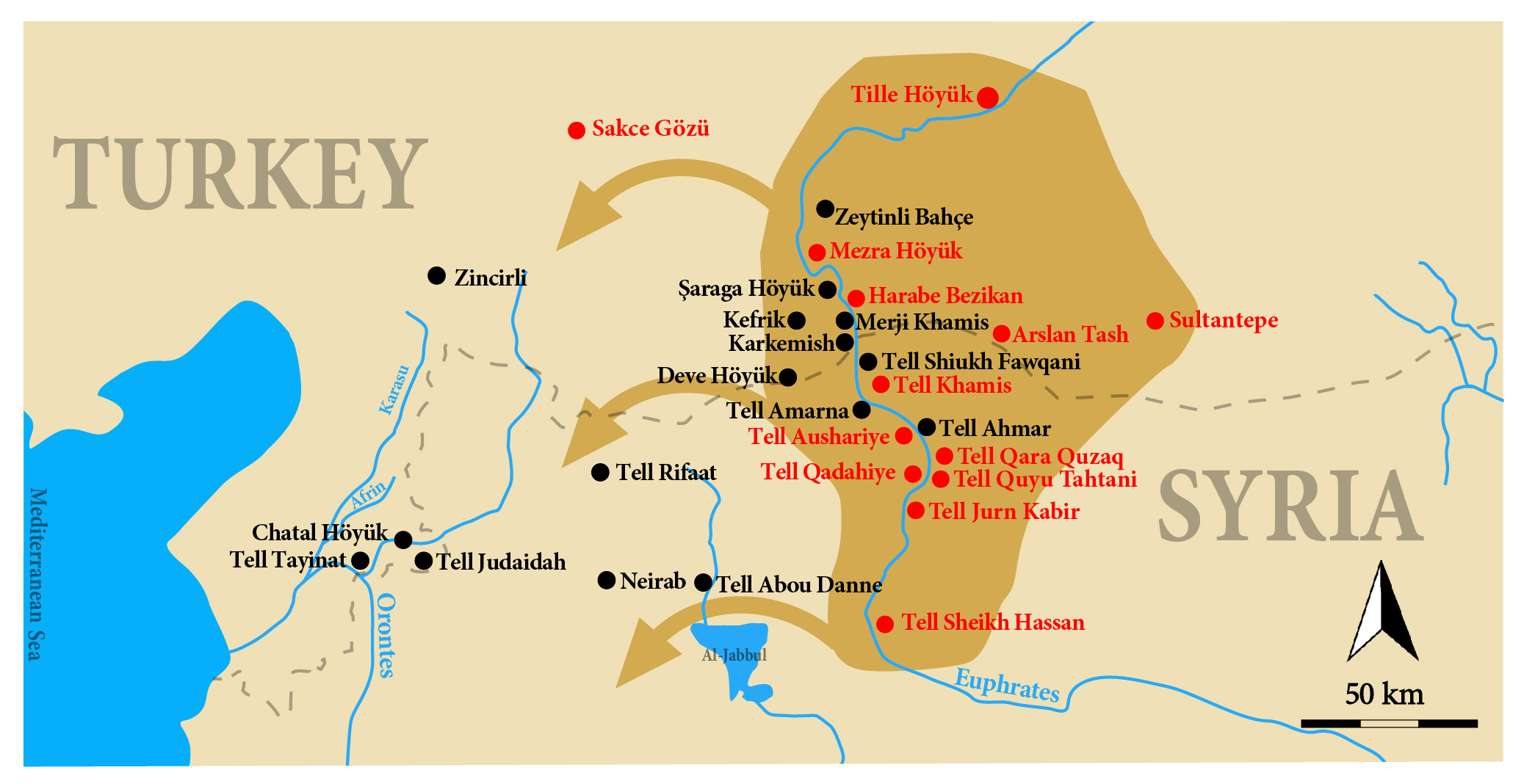
مواقع ذات تواجد آمن (أسود) ومؤقت (أحمر) لـ في وادي الفرات الأوسط. الرسم ب.بولونياني.

يتميز هذا الإنتاج بكثرة الزخارف التي  تطبق مباشرة على جسم التمثال من خلال شرائح ونقط من الطين. تُستخدم الزخارف للتأكيد على السمات التشريحية - مثل العيون وتسريحات الشعر - بالإضافة إلى أنماط نسيج الملابس أو العناصر الزخرفية، مثل المجوهرات. ألوان نسيج الطين موحدة تمامًا، مما يشير إلى أن التماثيل كلها كانت محروقة جيدًا. وقد لوحظ وجود زلة بنية شاحبة على السطح، في حين يبدو أن هذه التماثيل لم تكن مطلية.

## الانتشار الجغرافي
تماثيل عمود الفرات السوري موثقة فقط غرب الفرات، وعلى وجه الخصوص، يبدو أن شريط الفرات هو المركز الإنتاجي الرئيسي. جمعت العديد من العينات من هذه المنطقة في كركميش، تل أحمر، وتل العمارنة، زديفي هويوك، وتل شيوخ فوقاني، وساراجا هويوك، وزيتينلي باهجة هويوك. ربط هذا الإنتاج فقط بتلك المواقع ذات الوجود الآشوري الجديد القوي نتيجة للسيطرة الطويلة على بعض المراكز الحضرية على نهر الفرات. وفي الواقع، لا تظهر هذه التماثيل في مواقع أخرى مجاورة حيث تسبب الغزو الآشوري الجديد في إفقار اجتماعي واقتصادي. هذه مواقع مثل تل الشيخ حسن، وتل قرة قوزق، وتل قرة قويو تحتاني، وتل خميس. خارج منطقة مستجمعات نهر الفرات، تنتشر الاكتشافات المتفرقة باتجاه الغرب في مواقع مثل زنجرلي هويوك، وتل جديدة، وشتال حويوك، وتل الطياتات، وتل أبو دن، ومن المحتمل في تل رفعت والنيرب.

## التسلسل الزمني
ووفقاً للبيانات السياقية، فإن هذه التماثيل موجودة في بعض مواقع الفرات الأوسط خلال العصر الحديدي الناضج. في السياقات الأثرية، عادة ما تأتي هذه المصنوعات اليدوية من طبقات عليا يعود تاريخها إلى العصر الآشوري الجديد (القرن السابع قبل الميلاد)، ولكن يمكن تحديد أصل هذا الإنتاج في نهاية الفترة السورية الجديدة (منتصف / نهاية القرن الثامن قبل الميلاد). في الواقع، كان الجزء الأكبر من الاكتشافات في موقع كركميش ينتمي إلى طبقات الحديد الثالث، بينما تم استرجاع جزء صغير في طبقات الحديد الثاني.

## مجموعات المتاحف
| متحف                                   | المصدر                                               | عدد التماثيل | رقم المتحف |
| -------------------------------------- | ---------------------------------------------------- | ------------ | --- |
| المتحف البريطاني ، لندن                | مقابر كركميش ويونس والفرات الأوسط                    | 20           | 104476 ، 105041 ، 105042 ، 105043 ، 105044 ، 105045 ، 105050، 105051 ، 105052، 105053 ، 105054 ، 105055 ، 105057 ، 1050 98، 108757 ، 116182 ، 116326 ، 138204 ، 138205 ، H80.21 |
| متحف أشموليان ، أكسفورد                | مقابر كركميش ، ديف هويوك، كفريك، مقابر الفرات الأوسط | 9            | AN1913.447 ، AN1913.634 ، AN1914.795 ، AN1914.796 ، AN1915.239.36 ، AN1935.29، AN1935.31، AN1947.341 ، AN49.47.328                                                              |
| متحف فيتزويليام ، كامبريدج             | ديف هويوك                                            | 1            | ANE.80.1913 |
| متحف الشرق الأدنى القديم ، برلين       | ديف هويوك                                            | 1            | فا 07080 |
| متحف الحضارات الأناضولية ، أنقرة       | كركميش                                               | 2            | 1568,201أ، 1569,201أ |
| متاحف اسطنبول للآثار ، اسطنبول         | كركميش                                               | 2            | 5383، 5384 |
| سلطة الآثار الإسرائيلية ، بيت شيمش     | تل زيرور                                             | 1            | IAA1966-354 |
| متحف أراضي الكتاب المقدس ، القدس       | شمال سوريا                                           | 2            | 0594, 0598 |
| المتحف البحري الوطني الإسرائيلي ، حيفا | مجهول                                                | 1            | 3825 |
| متحف هيشت ، حيفا                       | مجهول                                                | 1            | آر-1061 |
| متحف إسرائيل ، القدس                   | مجهول                                                | 1            | |